# 筲箕灣魚類批發市場

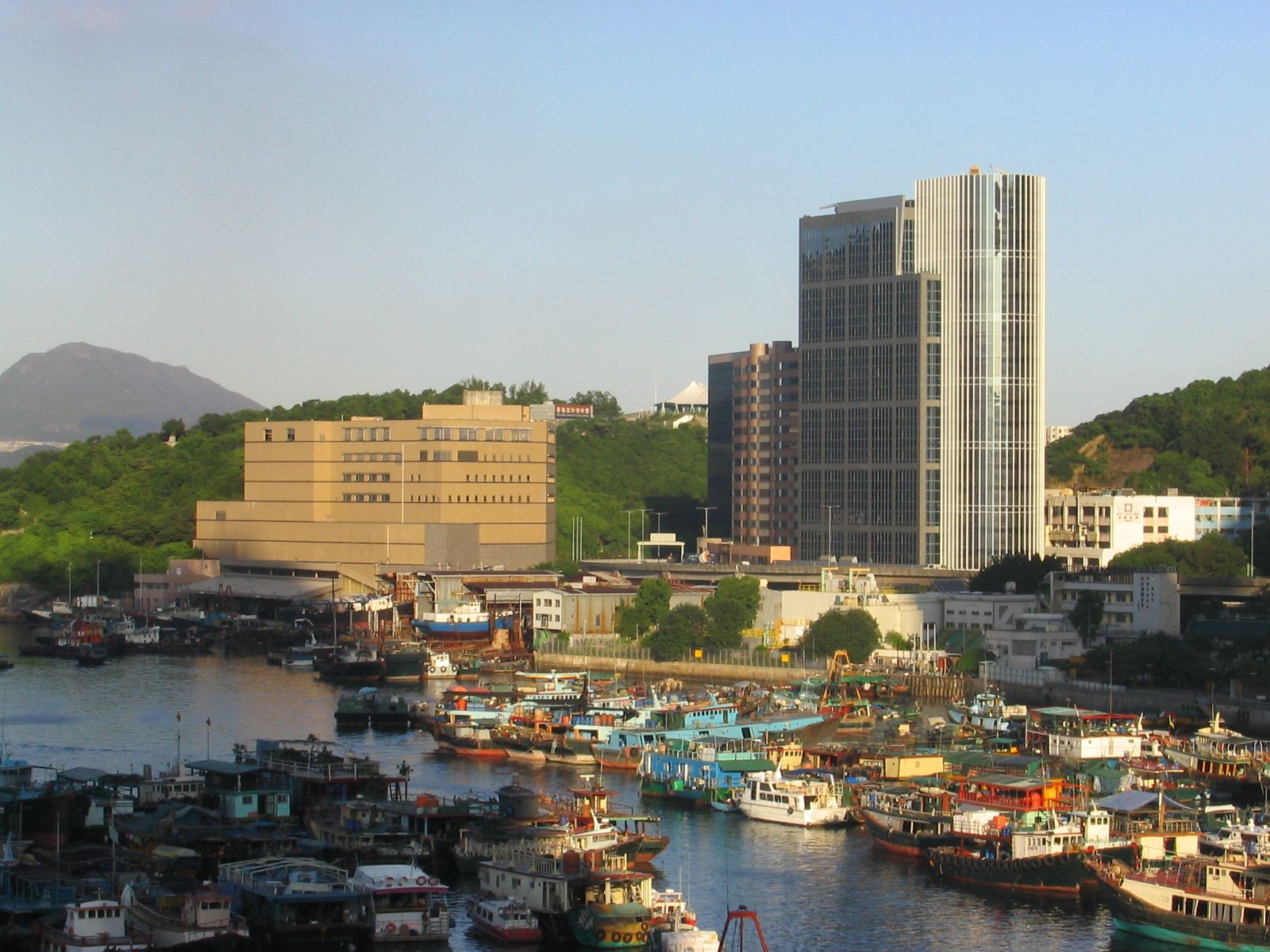
遠眺筲箕灣魚類批發市場

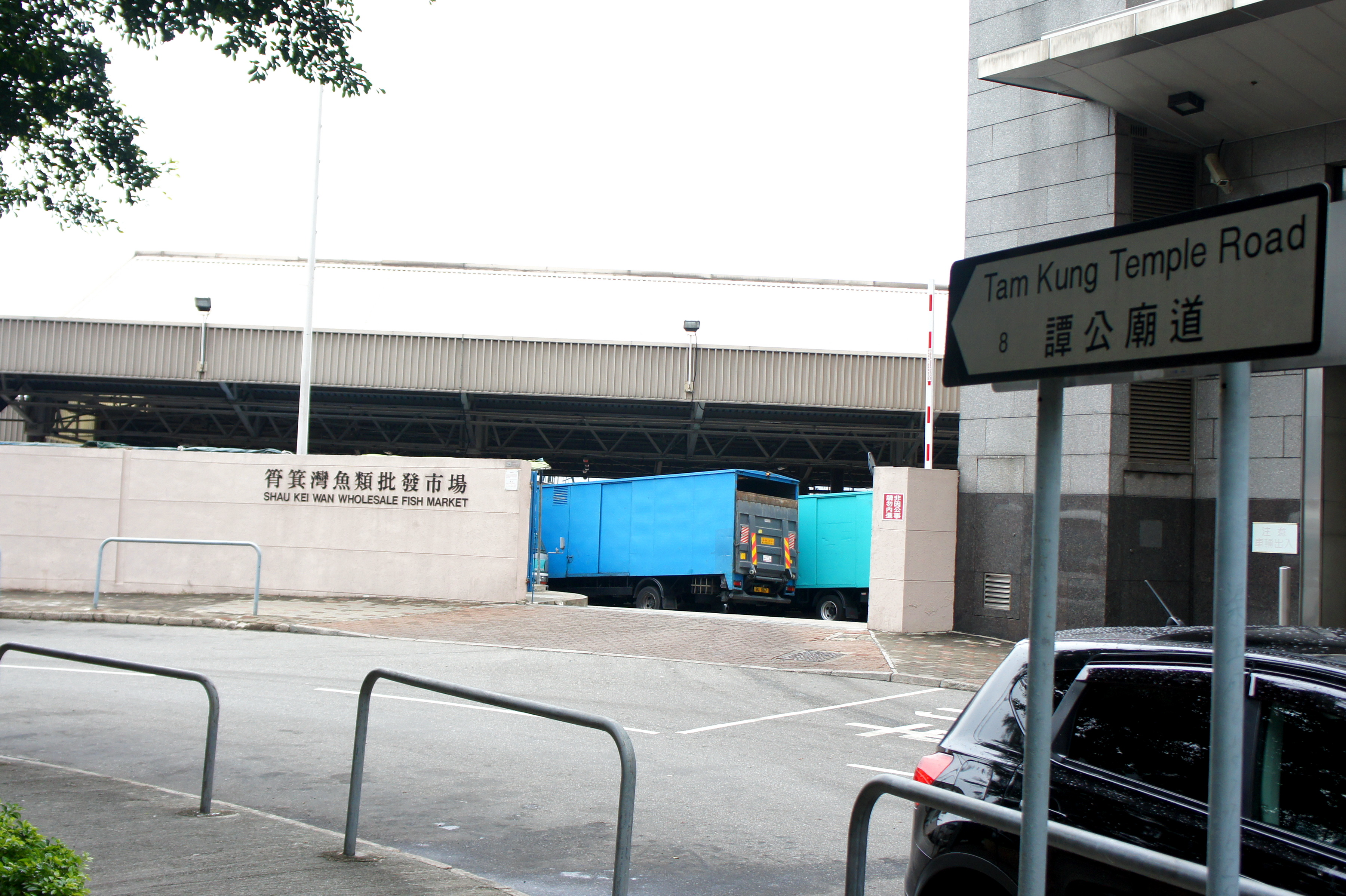
筲箕灣魚類批發市場譚公廟道的入口

筲箕灣魚類批發市場（英語：Shau Kei Wan Wholesale Fish Market，簡稱筲箕灣魚市場）是香港魚類統營處轄下的魚類批發市場，位於香港島筲箕灣避風塘東南岸，香港海防博物館之西，地址為筲箕灣譚公廟道37號。筲箕灣魚類批發市場佔地約4,500平方米，單層結構，主要用作批銷冰鮮海魚。開放時間為上午4時至下午4時。

## 簡史
筲箕灣昔日是香港漁業的重要商港之一，為香港島和九龍並遠至惠州潮州等地漁民的漁穫集散地。日佔時期日軍政府希望漁業能為香港繁榮帶來貢獻，便成立「筲箕灣戎克漁業組合」，後再在海旁建造漁業組合市場，被喻為筲箕灣魚類批發市場的前身，但市場在1962年颱風溫黛吹襲香港期間被摧毀。
1945年香港重光後，為改善漁民生活及提高其社會地位，政府大力發展漁業，魚類統營處成立，為一財政獨立的非牟利機構，1946年漁穫收集站設立，1947年通過向漁民貸款推動了漁船機動化的發展。1984年，受筲箕灣填海影響，筲箕灣東大街的臨時魚市場建成啟用，位於筲箕灣譚公廟附近。1994年魚市場遷至現址。